# 弗洛里安·迪克
弗洛里安·迪克（德語：Florian Dick，1984年11月9日—）是一位德国球员，场上位置为后卫。

## 生平
自2003年起为卡尔斯鲁厄队效力。参加过56场德乙，有1个入球。合同签至2008年。在2007/08年德甲赛季中，迪克仅仅获得3次出场机会。於2008年夏季約滿免費轉投，签约至2011年6月30日。

## 註腳
1. ↑  迪克离开卡尔斯鲁厄 自由转会德乙劳滕 的存檔，存档日期2008-06-14.

## 外部連結
- Profile （页面存档备份，存于） at Kicker.de （德文）